# Neal Maupay
Neal Maupay (Versalles, Yvelines, Francia, 14 de agosto de 1996) es un futbolista franco-argentino que juega como delantero en el Olympique de Marsella.

## Biografía
Neal Maupay nació el 14 de agosto de 1996 en Versalles, Francia, de padre francés y madre argentina, y adquirió la nacionalidad argentina en 2013, por lo que se le concedió la doble nacionalidad.

## Carrera

### O. G. C. Niza
Maupay hizo su debut profesional con O. G. C. Niza el 15 de septiembre de 2012 en un partido ante Stade brestois 29 a los dieciséis años y treinta y dos días. Es el cuarto jugador más joven en disputar la primera división francesa por detrás de Joël Fréchet (15 años, 10 meses y 16 días), y su compañero Albert Rafetraniaina (16 años y 27 días).
Disputó su segundo partido de la Ligue 1 el 27 de octubre de 2012 contra Montpellier H. S. C., en el estadio de la Mosson. Entró en el minuto 67 sustituyendo a Lloyd Palun, luego provocó un penalti al final del partido que permitió a Darío Cvitanich reducir la diferencia en el marcador. A pesar de todo, Niza perdió (3-1). Claude Puel volvió a confiar en él cuatro días después para la recepción al Olympique Lyonnais, en los octavos de final de la Copa de la Liga, alineándolo por primera vez como titular al frente del ataque nizardo. Jugó todo el partido, que ganó 3 a 1. Entró en juego dos veces durante los dos siguientes partidos de la Ligue 1 del O. G. C. Niza, en casa contra A. S. Nancy-Lorraine, y luego contra Olympique de Marsella, en el estadio Vélodrome.
El 15 de diciembre de 2012, marcó su primer gol en la Ligue 1 en los últimos segundos del partido contra Thonon Évian Gaillard (3-2), convirtiéndose con dieciséis años, cuatro meses y un día en el segundo goleador más joven de la historia de la liga francesa, quedando a una semana del récord de Laurent Roussey. El 6 de enero de 2013 abrió el marcador en el minuto 32 de final de la Copa de Francia ante F. C. Metz (2-3), partido donde fue titular.
El 10 de enero de 2013, O. G. C. Niza le ofreció a Maupay su primer contrato profesional, que inauguró el fin de semana siguiente marcando el segundo gol de Niza en el estadio de Lille O. S. C. (0-2). Disputó ciento veinte minutos de juego durante la eliminación de O. G. C. Niza en los octavos de final de la Copa de Francia ante A. S. Nancy-Lorraine.
El 16 de abril de 2013, Neal Maupay se lesionó gravemente la rodilla derecha (rotura del ligamento cruzado anterior) durante un partido del Championnat National 3 contra el segundo equipo de Olympique de Marseille, lo que mantuvo alejado a Maupay de los campos de juego durante muchos meses. Regresó la temporada siguiente, en la jornada 21, contra A. C. Ajaccio, donde su club ganaría por 2 a 0.
Durante la temporada 2013-2014 se convirtió en el cuarto delantero más utilizado por su club.

### A. S. Saint-Étienne
El 10 de agosto de 2015 se incorporó a A. S. Saint-Étienne por cuatro años más una opción. Decide llevar el número 14. En su primer partido, asistió a Romain Hamouma y le dio al equipo la victoria por 1 a 0 contra F. C. Lorient. Tras cuatro apariciones en la liga, tuvo su primera titularidad el 29 de noviembre de 2015, durante la recepción a En avant de Guingamp, y daría otra asistencia decisiva para Hamouma en la victoria nizarda por 3 a 0.
Durante esta temporada difícil para él (rara vez lo utilizaron), logró marcar tres goles, dos en la Copa de Francia y uno en la Ligue 1.

### Stade brestois 29
El 20 de julio de 2016 se incorporó al Stade brestois 29 en calidad de préstamo por un año. Rápidamente se convirtió en titular indiscutible en detrimento del delantero local Youssef Adnane. Durante la segunda jornada de la Ligue 2, marcó un gol importante que permitió a su equipo vencer por 2 a 1 a U. S. Orléans. Seguiría este mismo ritmo marcando goles, siendo nominado dos veces seguidas al mejor gol de la semana. Durante el primer parón, marcó cuatro goles en cinco partidos de la Ligue 2, más que en un año con el club estefanés.

### Brentford F. C.
El 13 de julio de 2017 firmó por cuatro años con Brentford F. C., que juega en la segunda división inglesa. El 5 de agosto de 2017, debutaría durante la primera jornada de la temporada 2017-18 en un partido contra Sheffield United F. C. Entró en lugar de Josh McEachran durante ese partido, el cual perderían por 1 a 0. Marcó cuarentaiún goles en noventaicinco partidos en todas las competiciones con Brentford.

### Brighton & Hove Albion

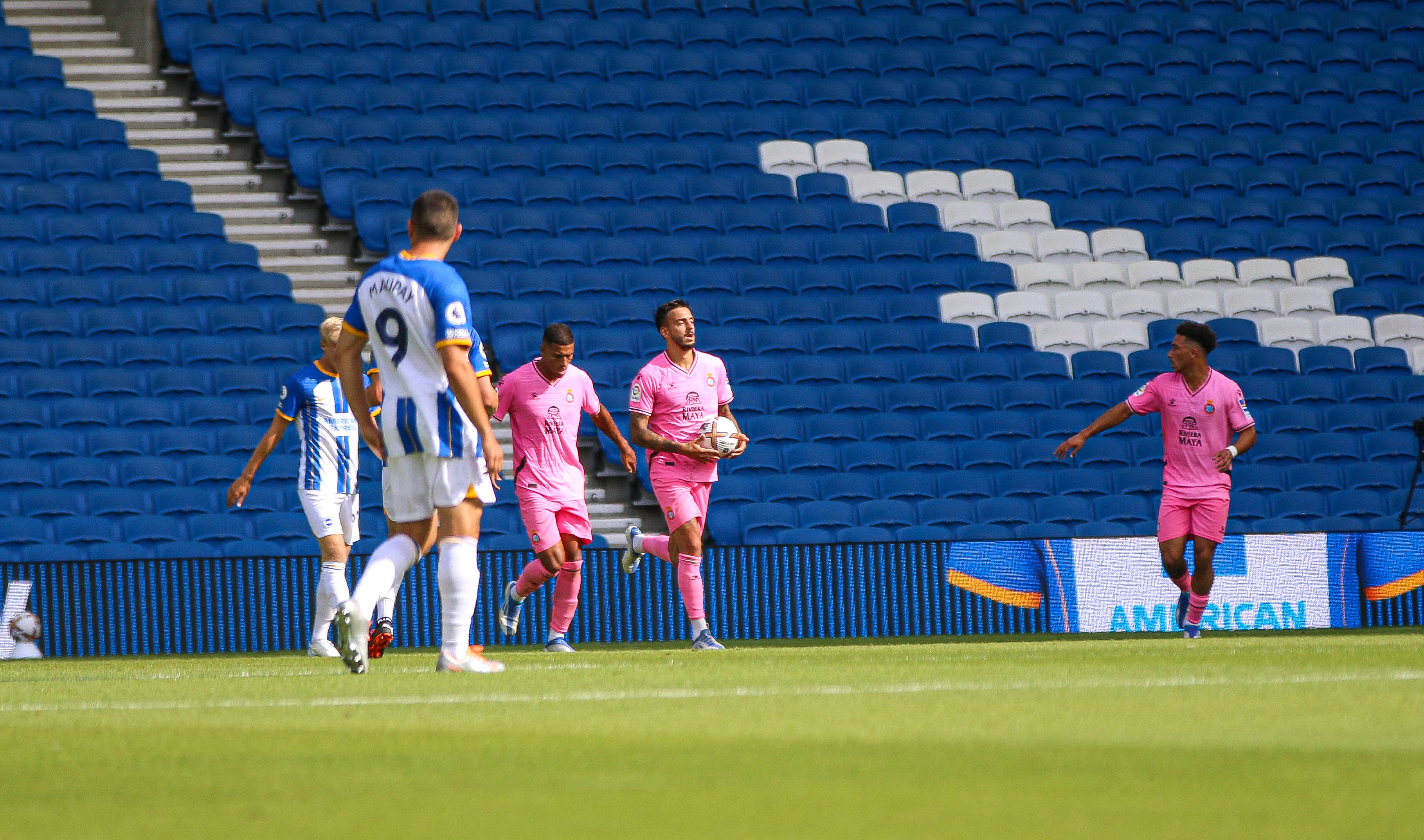
Juego de pretemporada de 2022 entre Brighton & Hove Albion y R. C. D. Espanyol. Maupay con el dorsal 9.

El 5 de agosto de 2019, Neal Maupay firmó un contrato de cuatro temporadas con Brighton & Hove Albion F. C.
El 10 de agosto jugaría su primer partido con Brighton & Hove Albion, entrando como suplente en la primera jornada de la Premier League ante Watford F. C. Marcaría su primer gol en la primera división inglesa en el mismo partido (victoria, 0-3).

#### Regreso
En 2023 regresa cedido a Brentford F. C.

### Everton F. C.
El 26 de agosto de 2022, Neal Maupay firmó un contrato de tres años, con un año adicional opcional, en Everton F. C., otro club de la Premier League, por una suma estimada en dieciocho millones de euros.

### Olympique de Marsella
El 30 de agosto de 2024, Neal Maupay fue cedido a Olympique de Marsella por un período de un año con obligación de compra. Regresa a Francia, siete años después de dejar Stade brestois 29. Marcó su primer gol, de cabeza, el 14 de septiembre de 2024 contra O. C. G. Niza.

## Selección nacional

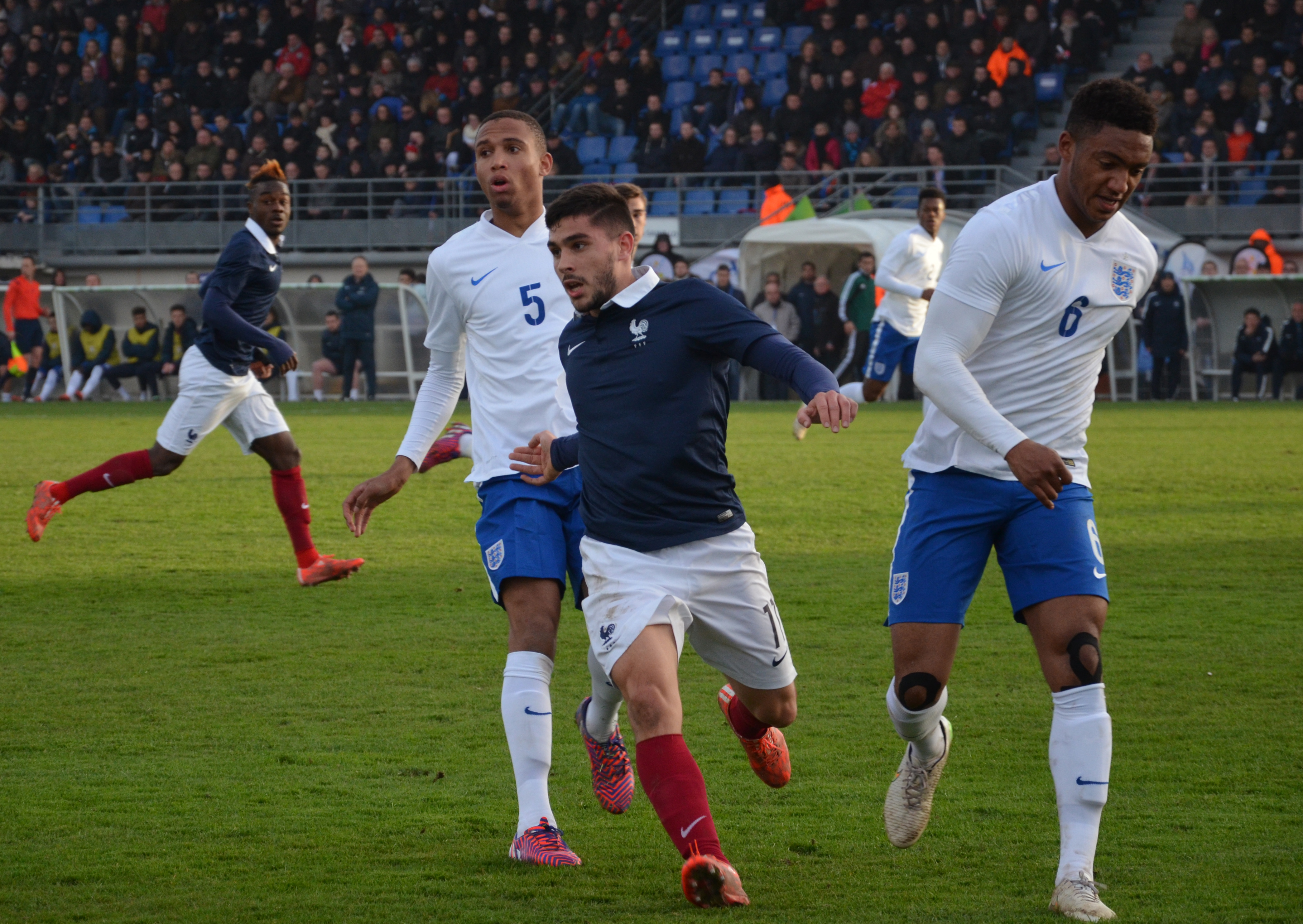
Maupay forcejeando con Brendan Galloway y Joe Gomez (Francia vs. Inglaterra; clasificación para la Eurocopa sub-19 de 2015).

Neal Maupay fue convocado por la selección sub-16 de Francia en la temporada 2011-12. La temporada siguiente se incorporó a la selección sub-17, con la que disputó ocho partidos y marcó cuatro goles. Tras un buen regreso después de su lesión en el club, fue convocado por primera vez para la selección sub-21 de Willy Sagnol en un partido contra Bielorrusia en las eliminatorias para la Eurocopa sub-21 de 2015, el 27 de febrero de 2014. Debutaría en la victoria por 1 a 0 ante Bielorrusia el 4 de marzo.
Vuelve a ser seleccionado con la sub-21 para el partido amistoso contra Singapur, último partido de Willy Sagnol al frente de la sub-21. Durante este partido, entró en el descanso antes de marcar su primer gol.
El 30 de septiembre de 2014, Patrick Gonfalone lo convocó para jugar la primera ronda de clasificación de la Eurocopa sub-19 de 2015. Abrió el marcador en el minuto 19 de juego en el primer partido de clasificación ante Macedonia del Norte, y marcó un nuevo gol en la gran victoria francesa por 6 a 0 ante Liechtenstein en la segunda jornada de clasificación.
Asimismo, Maupay es elegible para las selecciones absolutas de Francia, su país de nacimiento, y de la Argentina, país de nacimiento de su madre.

## Clubes
| Club                           | País       | Año       |
| ------------------------------ | ---------- | --------- |
| O. G. C. Niza II               | Francia    | 2012-2013 |
| O. G. C. Niza                  | Francia    | 2013-2015 |
| A. S. Saint-Étienne            | Francia    | 2015-2017 |
| Stade Brestois 29 (cedido)     | Francia    | 2016-2017 |
| Brentford F. C.                | Inglaterra | 2017-2019 |
| Brighton & Hove Albion F. C.   | Inglaterra | 2019-2022 |
| Everton F. C.                  | Inglaterra | 2022-2025 |
| Brentford F. C. (cedido)       | Inglaterra | 2023-2024 |
| Olympique de Marsella (cedido) | Francia    | 2024-2025 |
| Olympique de Marsella          | Francia    | 2025-     |